# Mattias Weinhandl
Mattias John Erich Weinhandl (Ljungby, 1º giugno 1980) è un ex hockeista su ghiaccio svedese.

## Palmarès

### Mondiali
- 3 medaglie:
  - 3 bronzi (Svezia 2002; Svizzera 2009; Germania 2010)